# 內瓦多·德·魯伊斯火山
內瓦多·德·魯伊斯火山 （Nevado del Ruiz）位於哥倫比亞西南部卡爾達斯省，海拔5,321公尺，是一座層狀火山。
1985年內瓦多·德·魯伊斯火山噴發並導致阿爾梅羅慘劇，超過23,000人死亡。